# Dendronephthya arbuscula
Dendronephthya arbuscula is een zachte koraalsoort uit de familie Nephtheidae. De koraalsoort komt uit het geslacht Dendronephthya. Dendronephthya arbuscula werd in 1909 voor het eerst wetenschappelijk beschreven door Henderson. 